# 466 (tal)
466 är det naturliga talet som följer 465 och som följs av 467.

## Inom vetenskapen
- 466 Tisiphone, en asteroid.

## Inom matematiken
- 466 är ett jämnt tal.
- 466 är ett sammansatt tal.
- 466 är ett semiprimtal.[1]